# Puertollano
Puertollano est une commune d'Espagne de la province de Ciudad Real dans la communauté autonome de Castille-La Manche. 
Ayant connexion directe avec Madrid et Séville via le train à grande vitesse depuis 1992, Puertollano est la plus industrialisée des villes de la région.
Elle comptait en 2021 une population de 46 036 habitants.

## Histoire
Des recherches archéologiques ont montré que la zone était habitée dans la préhistoire par des (Homo heidelbergensis et des Homo antecessor). Plusieurs types d'armes datant de l'âge du bronze ont été trouvées, ainsi qu'une nécropole Wisigothe de la période post-romaine.
Plus tard la région constituait une zone pratiquement dépeuplée entre l'Espagne chrétienne au nord, et le califat au sud.
Après la victoire espagnole à Las Navas de Tolosa 1212, la région était reconquise. Les autorités ont alors encouragé des gens du nord à aller repeupler ces terres vides, Puertollano (alors « Puertoplano ») a été fondée comme un hameau. Courant 1348, la peste a ravagé la ville, ne laissant la vie qu'à 13 de ses habitants.
Puertollano a reçu le statut de Villa au XVIe siècle. La fabrication de tissu a commencé au cours des XVIIe et XVIIIe siècles, ce qui a provoqué un grand développement. Cette industrie florissante du tissage a coexisté avec une économie consacrée principalement l'agriculture et l'élevage.
Puertollano possédait des poteries au XIXe siècle grâce à différents gisements exploités dans la région. La poterie a disparu dans le début du XXe siècle. La véritable naissance économique de Puertollano commence dans le dernier quart du XIXe siècle. En 1873, le charbon commence à se développer, ce qui apporte une forte immigration et un accroissement considérable de la population. Auparavant, la ligne de chemin de fer Madrid-Badajoz s'arrêtant à Puertollano avait été construite.
Entre 1900 et 1960, la croissance de Puertollano est principalement due au développement industriel et à l'immigration, avec l'arrivée de travailleurs pour un emploi dans les mines, d'une part, et dans le complexe pétrochimique, plus tard. Lors du recensement de 1920, on comptait 20 083 habitants.
En 1925, le roi Alphonse XIII accorde le titre de la ville de Puertollano.
Dans ces soixante ans de la prospérité de l'industrie lourde, deux sites sont particulièrement importants : en 1912 s'installe l'entreprise métallurgique « SMMP » (Sociedad Minero Metalúrgica de Peñarroya) pour l'exploitation des schistes bitumineux. La SMMP était à l'origine de la création de deux lignes de chemins de fer à voie étroite, « Puertollano-Almodóvar del Campo » (1897) et « Puertollano-Peñarroya » (1918). En 1942, la création de la Empresa Nacional Calvo Sotelo par l'Institut National de l'Industrie en vue d'obtenir de l'huile de schiste dont le résultat est l'actuel complexe industriel pétrochimique de Repsol-YPF.
En 1955, la SMMP cède les chemins de fer à l'État. Depuis le début des années 1960, la zone d'exploitation minière est fermée. En 1970, les chemins de fer cessent leur activité.
L'ouverture de la ligne à grande vitesse « Madrid-Séville » en 1992, a donné de nouvelles perspectives pour dynamiser l'économie de la ville.
Avec l'introduction de deux grands de la construction solaire et l'assemblage des plaques « Solaria » et « Silicon Solar », la ville possède de nouvelles possibilité d’emploi et un avenir plus positif.
Outre ces alternatives privées, il existe d'autres projets importants avec la participation du secteur public : l'Institut de la concentration des systèmes photovoltaïques et l'Institut national de l'hydrogène.

### Légende des deux mensonges
Le nom Puertollano est créé à partir de l'union de Puerto (port) et Llano (plaine). C'est à cause de ça qu'il est souvent appelée « la ville des deux mensonges » (Puertollano es el pueblo de las dos mentiras), car la ville n'a pas de port et elle a un relief plutôt montagneux.
Néanmoins, cette légende est fausse en elle-même, puisque lors de sa fondation, Puertollano était tellement petit qu'elle occupait la partie plate de la vallée entre deux montagnes (« Puerto » veut également dire « col »).

## Économie
Puertollano est le centre industriel le plus notable de la région Castille-La Manche. Son économie était anciennement basée sur l'extraction de charbon (les ouvriers participèrent aux grèves de 1963), mais actuellement il n'y a quasiment plus de mines. L'industrie minière a été remplacée par la pétrochimique (REPSOL), la création de fertilisants (Fertiberia), la génération d'énergie et, plus récemment, la manufacture de panneaux solaires. La ville a reçu des fonds provenant du ministère de l'industrie et de l'UE, ayant pour but de diversifier l'économie locale après le déclin de l'industrie minière.
La ville abrite désormais la plus grande centrale photovoltaïque du monde.

## Lieux et monuments
- Parc du terril : colline artificielle du début du XXe siècle constituée avec de la cendre de charbon et des scories. D'une hauteur de 80 mètres, il a cessé d'être utilisé dans les années 60, lorsque la société a fermé ses usines.
- La maison des bains : Ancien spa construit en 1850 et actuel office du tourisme.
- La fontaine d'Agria, le monument le plus représentatif de Puertollano. Sa première mention documentée remonte à 1575.
- La fontaine des cinq tuyaux ou de la borne.
- Le monument de la mine, et celui des mineurs. Musée de la mine.
- Le monument des morts au travail.
- La promenade de Saint-Grégoire, jardin botanique du XIXe siècle.
- Église Nuestra señora de la Soledad.
- Église de la Virgen de Gracia.
- Église de l'Ascension.

## Sports
La ville possède son propre stade, le Stade de la ville de Puertollano, qui accueille la principale équipe de football de la ville, le Calvo Sotelo de Puertollano.

### Arrivées duTour d'Espagne
- 2005 :  Alessandro Petacchi
- 2007 :  Leonardo Duque
- 2008 :  Daniele Bennati
- 2009 :  André Greipel

## Personnalités liées à la commune
- Cristina García Rodero (1949), photographe
- María Dueñas (1964), romancière
- Santiago Cañizares (1969), footballeur international (gardien de but)

## Jumelages
- Pouzauges (France)